# Alperen Karahan
Alperen Karahan (* 27. Oktober 2000) ist ein türkischer Leichtathlet, der sich auf das Kugelstoßen spezialisiert hat und in dieser Disziplin Inhaber des Landesrekords ist.

## Sportliche Laufbahn
Erste internationale Erfahrungen sammelte Alperen Karahan im Jahr 2017, als er bei den U18-Weltmeisterschaften in Nairobi mit der 5-kg-Kugel und einer Weite von 18,57 m den sechsten Platz belegte. Im Jahr darauf schied er bei den U20-Weltmeisterschaften in Tampere mit der 6-kg-Kugel mit 18,51 m in der Qualifikation aus und 2019 gewann er bei den U23-Mittelmeer-Hallenmeisterschaften in Miramas mit 17,69 m die Silbermedaille und gewann dann bei den U20-Europameisterschaften in Borås mit 19,76 m die Bronzemedaille, ehe er bei den Balkan-Meisterschaften in Prawez mit 17,95 m Rang zehn erreichte. 2021 klassierte er sich bei den Balkan-Hallenmeisterschaften in Istanbul mit einem Stoß auf 18,97 m auf dem fünften Platz. Ende Juni belegte er bei den Balkan-Meisterschaften in Smederevo mit 19,59 m den fünften Platz und kurz darauf gewann er bei den U23-Europameisterschaften in Tallinn mit 19,75 m die Silbermedaille hinter dem Weißrussen Dsmitryj Karpuk. Im Jahr darauf gewann er bei den Balkan-Meisterschaften in Craiova mit 20,20 m die Silbermedaille hinter dem Rumänen Andrei Toader und im August siegte er mit 20,46 m bei den Islamic Solidarity Games in Konya. Daraufhin schied er bei den Europameisterschaften in München mit 19,25 m in der Qualifikationsrunde aus, ehe er bei den U23-Mittelmeer-Meisterschaften in Pescara mit 19,15 m die Goldmedaille gewann.
In den Jahren von 2020 bis 2022 wurde Karahan türkischer Meister im Kugelstoßen.

## Persönliche Bestleistungen
- Kugelstoßen: 20,81 m, 8. Mai 2022 in Bursa (türkischer Rekord)
  - Kugelstoßen (Halle): 19,85 m, 9. März 2022 in Bursa (türkischer Rekord)